# Olympische Sommerspiele 1988/Teilnehmer (Dschibuti)
| Gelbes Symbol für Goldmedaillen mit stilisierten Olympischen Ringen | Graues Symbol für Silbermedaillen mit stilisierten Olympischen Ringen | Braundes Symbol für Bronzemedaillen mit stilisierten Olympischen Ringen |
| ------------------------------------------------------------------- | --------------------------------------------------------------------- | ----------------------------------------------------------------------- |
| —                                                                   | —                                                                     | 1                                                                       |

Dschibuti nahm an den Olympischen Sommerspielen 1988 in Seoul, Südkorea, mit einer Delegation von sechs Sportlern (allesamt Männer) teil.

## Medaillengewinner

### Bronze
| Name        | Sportart       | Wettkampf |
| ----------- | -------------- | --------- |
| Ahmed Salah | Leichtathletik | Marathon  |

## Teilnehmer nach Sportarten

### Leichtathletik
- Hoche Yaya Aden
1500 Meter: Vorläufe

- Ismael Hassan
5000 Meter: Vorläufe

- Talal Omar Abdillahi
10.000 Meter: Vorläufe

- Ahmed Salah
Marathon: Bronze

- Omar Moussa
Marathon: 49. Platz

### Segeln
- Robleh Ali Adou
Windsurfen: 40. Platz